# ロスチスラフ・グレボヴィチ (ミンスク公)
ロスチスラフ・グレボヴィチ（ベラルーシ語: Расціслаў Глебавіч、? - 1165年）は、ミンスク公グレプとアナスタシヤ（ヴォルィーニ公ヤロポルクの娘）との間の子である。ミンスク公：1146年 - 1151年、1159年 - 1165年。ポロツク公：1151年 - 1159年。

## 生涯
1101年にポロツク公フセスラフが死んだ後に、ポロツク公国はフセスラフの子たちによって複数の分領公国に分割された。この分割相続はポロツク公位をめぐる闘争の要因ともなった。ロスチスラフはフセスラフの子の中の一人の、ミンスク公国を所有したグレプの血統である。
ロスチスラフは1146年からミンスク公となった。1151年、ポロツクの人々がポロツク公のログヴォロド（妻はヴォルィーニ公イジャスラフの娘。ログヴォロド自身はドルツク公国系。）を追放し、ノヴゴロド・セヴェルスキー公スヴャトスラフ、ロストフ・スーズダリ公ユーリーと同盟関係にあったロスチスラフを公として招いた。しかし1158年にロスチスラフがドルツクへの遠征を行った際に、以前の公のログヴォロドの帰還を望む、一部のポロツクの人々が反乱を起こした。ロスチスラフはミンスクを統治していた兄弟のヴォロダリの軍とともに、道中のポロツクの地を荒廃させた。ログヴォロドが再びポロツク公となり、ロスチスラフへ軍勢を差し向けた。このときは一時和解したが、同年、ロスチスラフが兄弟とともにイジャウラヴリを占領したことで、ログヴォロドは戦争を再開した。また、年代記は、1160年からのロスチスラフとログヴォロドの別の紛争について述べている。このポロツク公国内部の紛争のさなかの1162年には、ポロツク公位にフセスラフ（ヴィテプスク公国系）が就いてもいる。

## 妻子
妻はヤロスラフ・スヴャトポルコヴィチの娘のソフィヤ。グレプという子がいた。